# Марченко, Вероника Сергеевна
Вероника Сергеевна Марченко (укр. Марченко Вероніка Сергіївна; род. 3 апреля 1993, Львов) — украинская лучница, выступающая в соревнованиях по стрельбе из олимпийского лука. Чемпионка Европы 2016 года в индивидуальном и командном зачёте, мастер спорта Украины международного класса. Бронзовый призёр Европейских игр, участница Олимпийских игр. Заслуженный мастер спорта Украины.

## Биография
Вероника Марченко родилась 3 апреля 1993 года. Её старший брат Дмитрий также занимается стрельбой из лука и является мастером спорта международного класса Украины.
Окончила Львовское государственное училище физической культуры. Училась в Львовском государственном университете физической культуры на специальность тренер.
Замужем за Сергеем Бучиной.

## Карьера
Начала заниматься стрельбой из лука в 2005 году во Львове.
Впервые выступила за Украину в 2014 году на чемпионате мира в помещении в Ниме.
В сентябре 2015 года в составе команды на соревнованиях в Рио-де-Жанейро заняла вторую позицию. В том же году отправилась на первые Европейские игры 2015 в Баку, где в командном первенстве завоевала бронзу. На чемпионате мира в Копенгагене стала восьмой в личном турнире, а также выступила в миксте и женском командном первенстве, где добралась до 1/8 финала.
29 мая 2016 в британском городе Ноттингем в составе сборной Украины по стрельбе из классического лука (женские сборные) стала чемпионкой Европы — вместе с Анастасией Павловой и Лидией Сичениковой. Признана лучшей спортсменкой Украины в мае 2016 года, а летом поехала на Олимпийские игры, где в 1/16 финала уступила трёхкратной олимпийской чемпионке кореянке Ки Бо Бэ со счётом 2:6.
Украинки заняли первое место на чемпионате Европы в помещении 2017 года в французском Вителе. Марченко сумела завоевать бронзовую медаль на этапе Кубка мира в Берлине. В том же году выступила на турецком этапе, где добралась до 1/8 финала в миксте и 1/16 финала в личном первенстве. На чемпионате мира в Мехико женская команда стала пятой в командном турнире, а в миксте Марченко вновь добралась до 1/8 финала. В индивидуальном турнире вылетела из борьбы за медали на стадии 1/16 финала.
В 2018 году приняла участие на чемпионате Европы в Легнице, где со сборной стала восьмой в команде, а в индивидуальном турнире достигла стадии 1/16 финала. В том же году приняла участие на этапах Кубка мира в Анталии (1/16 финала в миксте и личном первенстве), Берлине (1/32 финала) и Шанхае (первый раунд).
В 2019 году приняла участие на этапе Кубка мира в Анталии, где прекратила борьбу за медали на стадии 1/16 финала. В том же году приняла участие на вторых для себя Европейских играх в Минске, но повторить медальный успех не смогла: шестое место в команде, четырнадцатое в миксте и девятое в личном первенстве. На чемпионате мира в Хертогенбосе вновь в команде украинки добрались до 1/4 финала, но в личном турнире Вероника проиграла уже в первом раунде.
В 2021 году выступила на чемпионате Европы в Анталии. Женская сборная Украины с Вероникой Марченко в составе стала четвёртой в командном турнире. В миксте украинцы дошли до 1/8 финала, а в индивидуальном первенстве Марченко уступила уже на стадии 1/32 финала. Приняла участие на Олимпийских играх в Токио. Занимала после рейтингового раунда 35-е место с 635 очками. Женская сборная уже в первом раунде уступила россиянкам, но в индивидуальном первенстве Марченко сумела победить тайваньскую лучницу Лэй Цяньин со счётом 6:4, однако на стадии 1/16 финала уступила Кан Чхэ Ён из Южной Кореи со счётом 1:7. На чемпионате мира в Янктоне была 28-й после рейтингового раунда, и в первом матче навылет победила Линь Цзя-Энь из Тайваня со счётом 6:4, но в 1/16 финала проиграла Кейси Кауфхолд из США. В женском турнире и миксте Украина проиграла в первых же матчах Великобритании и Индии, соответственно.
19 февраля 2022 года в составе женской сборной Украины завоевала золотую награду чемпионата Европы по стрельбе из лука в помещении, проходившем в словенском Лашко.

## Награды
Вероника Марченко является заслуженным мастером спорта Украины. В 2017 году она была изображена на украинской почтовой марке за достижения в спорте.